# Hanska
Hanska és una població dels Estats Units a l'estat de Minnesota. Segons el cens del 2000 tenia 443 habitants.

## Demografia
Segons el cens del 2000, Hanska tenia 443 habitants, 187 habitatges, i 123 famílies. La densitat de població era de 712,7 habitants per km².
Dels 187 habitatges en un 31,6% hi vivien nens de menys de 18 anys, en un 55,6% hi vivien parelles casades, en un 3,2% dones solteres, i en un 34,2% no eren unitats familiars. En el 28,3% dels habitatges hi vivien persones soles el 16% de les quals corresponia a persones de 65 anys o més que vivien soles. El nombre mitjà de persones vivint en cada habitatge era de 2,37 i el nombre mitjà de persones que vivien en cada família era de 2,92.
Per edats la població es repartia de la següent manera: un 24,6% tenia menys de 18 anys, un 9% entre 18 i 24, un 28% entre 25 i 44, un 21,4% de 45 a 60 i un 16,9% 65 anys o més.
L'edat mediana era de 35 anys. Per cada 100 dones de 18 o més anys hi havia 103,7 homes.
La renda mediana per habitatge era de 40.114 $ i la renda mediana per família de 43.125 $. Els homes tenien una renda mediana de 29.423 $ mentre que les dones 18.611 $. La renda per capita de la població era de 16.803 $. Entorn del 3,7% de les famílies i el 3,1% de la població estaven per davall del llindar de pobresa.

## Poblacions més properes
El següent diagrama mostra les poblacions més properes.